# Valle de San Juan
Valle de San Juan è un comune della Colombia facente parte del dipartimento di Tolima. 
L'abitato venne fondato da Diego Cordoba Lasso de la Vega nel 1702.